# هاروساني زكريا
هاروساني زكريا (8 أبريل 1939 - 30 مايو 2021) عالم إسلامي ماليزي شغل منصب مفتي بيراك الثامن (1985 - 2021).

## النشأة والتعليم
ولد هاروساني في 8 أبريل 1939 في باريت توك نجاه، تانجونج بيااندانج، باريت بونتار، بيراك. تلقى تعليمه في المدرسة الأنجلو الصينية ولاحقًا في كلية الملايان الإسلامية كلانج.

## الوظيفية والمناصب
بدأ هروساني حياته المهنية كقاضي في الدائرة الدينية في بينانج من عام 1967 حتى عام 1973، قبل أن يتم ترقيته إلى رئيس القاضي من عام 1973 إلى عام 1985. أصبح مفتي بيراك من عام 1985 حتى عام 2021. كما شغل العديد من المناصب على مستوى الولايات والمستوى الاتحادي بما في ذلك رئيس لجنة الرقابة على المطبوعات الإسلامية، ونائب رئيس مجلس إدارة نص القرآن وعضو المجلس الوطني للإفتاء.

## الحياة الشخصية
هروساني متزوج من عينون عبد الغني ولهما خمسة أطفال. توفي ابنهما عبد الحكم عن عمر يناهز 23 عامًا في حادث سير في مصر عام 1994.

## الوفاة
أصيب هروساني بجلطة دماغية في أغسطس 2020، وتدهورت صحته منذ ذلك الحين. تم تشخيص إصابته هو وزوجته بـ كوفيد 19 في 11 مايو 2021 وتم حجزه في وحدة العناية المركزة في مستشفى رجا بيرمايسوري بينون، زوجته تعافت بما يكفي لتخرج من المستشفى لتتعافى في المنزل.
توفي هروساني البالغ من العمر 82 عامًا في المستشفى في 30 مايو 2021. وأكد مكتب مفتي بيراك وفاة هاروساني على موقعه الرسمي على الإنترنت. تم دفن هاروساني في مقبرة كامبونج رابات جايا الإسلامية في الساعة 6.20 مساءً.